# Seznam beloruskih hokejistov na ledu
Seznam beloruskih hokejistov.

## D
- Artem Demkov
- Vladimir Denisov
- Sergej Drozd

## G
- Mihail Grabovski

## H
- Kristian Henkel
- Raman Hrabarenka

## J
- Oleg Jevenko

## K
- Danila Karaban
- Mihail Karnauhov
- Aleksander Kogalev
- Konstantin Kolcov
- Dmitrij Korobov
- Andrej Kosticin
- Sergej Kosticin
- Jevgenij Koviršin
- Aleksander Kulakov

## L
- Jevgenij Lisovec
- Aleksander Lukašenko

## P
- Aleksander Pavlovič

## S
- Ruslan Salei
- Andrej Stas
- Mihail Stefanovič

## Š
- Jegor Šarangovič
- Ilja Šinkevič

## T
- Vitalij Trus

## V
- Artjom Volkov
- Pavel Vorobej